# Världsmästerskapen i alpin skidsport 2001
Världsmästerskapen i alpin skidsport 2001 arrangerades i St Anton am Arlberg i Österrike mellan 29 januari och 10 februari 2001.

## Medaljsummering
| Gren                     | Guld                            | Silver                        | Brons                      |
| Slalom herrar            | Mario Matt, Österrike           | Benjamin Raich, Österrike     | Mitja Kunc, Slovenien      |
| Storslalom herrar        | Michael von Grünigen, Schweiz   | Kjetil André Aamodt, Norge    | Frédéric Covili, Frankrike |
| Super-G herrar           | Daron Rahlves, USA              | Stephan Eberharter, Österrike | Hermann Maier, Österrike   |
| Störtlopp herrar         | Hannes Trinkl, Österrike        | Hermann Maier, Österrike      | Florian Eckert, Tyskland   |
| Alpin kombination herrar | Kjetil André Aamodt, Norge      | Mario Matt, Österrike         | Paul Accola, Schweiz       |
| Slalom damer             | Anja Pärson, Sverige            | Christel Pascal, Frankrike    | Hedda Berntsen, Norge      |
| Storslalom damer         | Sonja Nef, Schweiz              | Karen Putzer, Italien         | Anja Pärson, Sverige       |
| Super-G damer            | Régine Cavagnoud, Frankrike     | Isolde Kostner, Italien       | Hilde Gerg, Tyskland       |
| Störtlopp damer          | Michaela Dorfmeister, Österrike | Renate Götschl, Österrike     | Selina Heregger, Österrike |
| Alpin kombination damer  | Martina Ertl, Tyskland          | Christine Sponring, Österrike | Karen Putzer, Italien      |

## Medaljligan
| Plats | Land      | Guld | Silver | Brons | Totalt |
| ----- | --------- | ---- | ------ | ----- | ------ |
| 1     | Österrike | 3    | 6      | 2     | 11     |
| 2     | Schweiz   | 2    | -      | 1     | 3      |
| 3     | Frankrike | 1    | 1      | 1     | 3      |
|       | Norge     | 1    | 1      | 1     | 3      |
| 5     | Tyskland  | 1    | -      | 2     | 3      |
| 6     | Sverige   | 1    | -      | 1     | 2      |
| 7     | USA       | 1    | -      | -     | 1      |
| 8     | Italien   | -    | 2      | 1     | 3      |
| 9     | Slovenien | -    | -      | 1     | 1      |